# Второе правительство Януковича
Кабинет министров Украины под председательством Виктора Януковича действовал в августе 2006 года — декабре 2007 года.

## Создание второго правительства В. Януковича (2006)
4 августа 2006 «Антикризисная коалиция» в Верховной Раде Украины — образовала «Второе правительство Виктора Януковича»; это произошло только через 4.5 месяца после голосования на «парламентских выборах 2006 года». То есть процесс формирования правительства после выборов был «чрезвычайно растянутым» — на выборах-2006 победили «партии оранжевой коалиции» (БЮТ, «Наша Украина», СПУ), но вследствие позиции президента Ющенко — вместо «оранжевого правительства» было сформировано «Второе правительство Януковича». Хотя официально блок Ющенко «Наша Украина» не входил в «правительство Януковича» (поскольку против такой коалиции выступали избиратели Ющенко), но фактически это было «коалиционное правительство Януковича и Ющенко», в которое от «блока „Наша Украина“ и президента Ющенко» вошли 9 министров (согласно Конституции Украины, квоту президента составляли только посты министра обороны и министра иностранных дел):
- Весь силовой блок:

 — министр обороны — Анатолий Гриценко;
 — министр внутренних дел — Юрий Луценко назначен в результате консультаций между Президентом и премьером;
 — министр Министерства по вопросам чрезвычайных ситуаций — Виктор Балога, который 15 сентября покинул пост министра (уволен Постановлением Верховной Рады № 201-V от 5 октября 2006 года) и возглавил Секретариат президента Украины;
 — министр юстиции — Роман Зварич.
- Министр иностранных дел — Борис Тарасюк[1] (подал в отставку 29.1.2007); Арсений Яценюк (с 21 марта 2007).
- Министр агропромышленного комплекса — Юрий Мельник (Украинская народная партия, которая входила в блок «Наша Украина»).
- Гуманитарный блок:

 — министр охраны здоровья — Юрий Поляченко;
 — министр культуры и туризма — Игорь Лиховый;
 — министр по делам семьи, молодежи и спорта — Юрий Павленко.
Создание «Антикризисной коалиции» сопровождалось многочисленными «политическими скандалами». И «КабМин Януковича-2006» уже через два месяца работы — оказался в состоянии «внутреннего раскола», когда «министры от Нашей Украины» занимали позицию иную, чем премьер Янукович. И уже 5 октября 2006 (повторное заявление 16 октября 2006) — лидер фракции «Наша Украина» в Верховной Раде Р. Бессмертный заявил о переходе «Нашей Украины» в оппозицию; и о выходе из правительства «министров от Нашей Украины» (официально «Наша Украина» перешла в оппозицию с 17.10.2006; премьер Янукович постепенно изгонял из правительства «министров от Нашей Украины» — с октября 2006 по январь 2007). То есть коалиция «Нашей Украины» с «Партией регионов» продержалась всего лишь с августа по октябрь (два месяца).
С октября 2006 — на Украине начался «Политический кризис „второй половины 2006“ и 2007 годов» — в таких условиях кризиса «Второе правительство Януковича» проработало практически весь свой срок.

## Состав Кабинета Министров
В соответствии со статьёй 114 Конституции Украины от 28 июня 1996 г. (в редакции Закона Украины от 8 декабря 2004 г. № 2222-IV, вступившего в силу с 1 января 2006 г.) в состав Кабинета Министров Украины входили: Премьер-министр Украины, Первый вице-премьер-министр, вице-премьер-министры, министры.
После даты назначения или освобождения от должности членов Кабинета Министров стоит номер соответствующего Постановления Верховной Рады Украины.
Члены правительства расположены в списке в хронологическом порядке по дате их назначения.
- Виктор Янукович — Премьер-министр Украины (4 августа 2006 г., № 77-V — 18 декабря 2007 г., № 8-VI)
- Николай Азаров (Партия регионов) — Первый вице-премьер-министр Украины, Министр финансов Украины (4 августа 2006 г., № 88-V[4] — 18 декабря 2007 г., № 9-VI[5])
  - Занимал такой же пост в правительстве Виктора Януковича с ноября 2002 по январь 2005.
- Андрей Клюев (Партия регионов) — Вице-премьер-министр Украины (4 августа 2006 г., № 88-V — 18 декабря 2007 г., № 9-VI)
  - Избран в парламент по списку Партии регионов. Член парламентского комитета по вопросам топливно-энергетического комплекса, ядерной политики и ядерной безопасности. В парламенте прошлого созыва возглавлял комитет по вопросам топливно-энергетического комплекса, ядерной политики и ядерной безопасности. С декабря 2003 по 29 декабря 2004 года был вице-премьером в правительстве Виктора Януковича. В сферу его деятельности входили вопросы топливно-энергетического комплекса. Родился 12 августа 1964 года.
- Дмитрий Табачник — Вице-премьер-министр Украины (4 августа 2006 г., № 88-V — 18 декабря 2007 г., № 9-VI)
  - Занимал пост вице-премьера в правительстве Виктора Януковича в ноябре 2002 — январе 2005. Родился в 1963 году.
- Владимир Рыбак (Партия регионов) — Вице-премьер-министр Украины, Министр строительства, архитектуры и жилищно-коммунального хозяйства Украины (4 августа 2006 г., № 88-V — 21 марта 2007 г., № 790-V), Вице-премьер-министр Украины (21 марта 2007 г., № 791-V — 18 декабря 2007 г., № 9-VI)
  - Народный депутат Украины. Глава парламентского комитета по вопросам государственного строительства, региональной политики и местного самоуправления. В Верховной раде предыдущего созыва работал в комитете по иностранным делам. Родился 3 октября 1946 года.
- Анатолий Толстоухов (Партия регионов) — Министр Кабинета Министров Украины (4 августа 2006 г., № 88-V — 18 декабря 2007 г., № 9-VI)
  - Занимал пост министра Кабинета министров в правительстве Виктора Януковича с 31 июля 2003 года по 29 января 2005 года. Родился 2 января 1956 года.
- Юрий Мельник (КПУ) — Министр аграрной политики Украины (4 августа 2006 г., № 88-V — 18 декабря 2007 г., № 9-VI)
  - Вице-премьер в кабинете Юрия Еханурова. С 1996 — на руководящих должностях в Министерстве аграрной политики. С июля 2002 года по июль 2005 года — заместитель министра агрополитики, ранее — заместитель госсекретаря этого министерства. Родился 5 августа 1962 года.
- Василий Джарты (Партия регионов) — Министр охраны окружающей природной среды Украины (4 августа 2006 г., № 88-V — 18 декабря 2007 г., № 9-VI)
  - Избран в парламент по списку Партии регионов (22-й номер). На выборах возглавлял избирательный штаб партии. В парламенте нынешнего созыва — первый заместитель председателя парламентского комитета по вопросам экологической политики, природопользования и ликвидации последствий Чернобыльской катастрофы. С 27 ноября 2002 года по февраль 2005 — первый заместитель главы Донецкой областной государственной администрации. С января 2000 года до ноября 2002 — городской голова г. Макеевка. Родился 3 июня 1958 года.
- Владимир Макуха (Партия регионов) — Министр экономики Украины (4 августа 2006 г., № 88-V — 21 марта 2007 г., № 793-V)
  - Июль 2004 — апрель 2006 — заместитель министра иностранных дел Украины. С мая 2006 — посол Украины в Японии. Родился в 1955 году.
- Юрий Луценко — Министр внутренних дел Украины (4 августа 2006 г., № 88-V — 1 декабря 2006 г., № 411-V)
  - Член кабинетов Юлии Тимошенко и Юрия Еханурова (на той же должности).
- Сергей Тулуб (Партия регионов) — Министр угольной промышленности Украины (4 августа 2006 г., № 88-V — 18 декабря 2007 г., № 9-VI)
  - Работал в правительстве Виктора Януковича с апреля 2004 по февраль 2005 года. Возглавил Минтопэнерго, сохранив должность главы НАЭК «Энергоатом», которым он руководил c июня 2002 года. Ранее уже работал министром топлива и энергетики с декабря 1999 по июнь 2000 года. До этого, с июня 1998 года, был министром угольной промышленности, а с августа 2000 года по ноябрь 2002 занимал должность заместителя секретаря СНБО. В 1997—1998 годах был начальником управления топлива и энергетики, заместителем председателя Донецкой областной госадминистрации по вопросам промышленности, энергетики, транспорта и связи. Родился в 1953 году.
- Борис Тарасюк (Народный Союз «Наша Украина») — Министр иностранных дел Украины (4 августа 2006 г., № 88-V — 1 декабря 2006 г., № 413-V[6])
  - Член кабинетов Юлии Тимошенко и Юрия Еханурова (на той же должности).
- Игорь Лиховой (Народный Союз «Наша Украина») — Министр культуры и туризма Украины (4 августа 2006 г., № 88-V — 1 ноября 2006 г., № 292-V)
  - Член кабинета Юрия Еханурова (на той же должности). С 1989 года работал гендиректором Шевченковского национального заповедника в Каневе (Черкасская область). Родился 12 июня 1957 года.
    - Оставил пост в связи с переходом НСНУ в оппозицию правительству.
- Виктор Балога (Народный Союз «Наша Украина») — Министр Украины по вопросам чрезвычайных ситуаций и по делам защиты населения от последствий Чернобыльской катастрофы (4 августа 2006 г., № 88-V — 5 октября 2006 г., № 201-V)
  - Член кабинета Юрия Еханурова (на той же должности) с 27 сентября 2005 года.
    - Оставил пост в связи с назначением руководителем Секретариата Президента Украины.
- Анатолий Гриценко — Министр обороны Украины (4 августа 2006 г., № 88-V — 18 декабря 2007 г., № 9-VI)
  - Член кабинетов Юлии Тимошенко и Юрия Еханурова (на той же должности).
- Станислав Николаенко (СПУ) — Министр образования и науки Украины (4 августа 2006 г., № 88-V — 18 декабря 2007 г., № 9-VI)
  - Член кабинетов Юлии Тимошенко и Юрия Еханурова (на той же должности). Родился в 1956 году. Депутат Верховной Рады с 1994 года (Социалистическая партия Украины). До избрания в Раду работал педагогом.
- Юрий Поляченко (Народный Союз «Наша Украина») — Министр здравоохранения Украины (4 августа 2006 г., № 88-V — 23 марта 2007 г., № 831-V)
  - Член кабинета Юрия Еханурова (на той же должности). С 28 ноября 2003 года по 16 июня 2005 работал заместителем секретаря Совета национальной безопасности и обороны. Ранее был госсекретарем, первым замминистра здравоохранения. Родился 20 февраля 1963 года.
- Михаил Папиев (Партия регионов) — Министр труда и социальной политики Украины (4 августа 2006 г., № 88-V — 18 декабря 2007 г., № 9-VI)
  - Министр труда и социальной политики с 30 ноября 2002 года по январь 2005-го. Ранее был народным депутатом от Социал-демократической партии Украины. Родился 1 октября 1960 года.
- Анатолий Головко (КПУ) — Министр промышленной политики Украины (4 августа 2006 г., № 88-V — 18 декабря 2007 г., № 9-VI)
  - Назначен зампредом Госфинуслуг в июле 2003 года в период формирования начального состава комиссии. До этого был членом Государственной комиссии по ценным бумагам и фондовому рынку с момента её создания в 1995 году. В 2004 назначен заместителем председателя Национального депозитария Украины. Считается одним из главных разработчиков системы регистрации прав собственности и Национальной депозитарной системы на Украине. Родился в 1950 году.
- Николай Рудьковский (СПУ) — Министр транспорта и связи Украины (4 августа 2006 г., № 88-V — 18 декабря 2007 г., № 9-VI)
  - Избран в парламент по списку Социалистической партии (14-й номер). Член парламентского комитета по вопросам бюджета. Был депутатом Верховной Рады прошлого созыва. Родился 18 декабря 1967 года.
- Павленко Юрий Алексеевич (Народный Союз «Наша Украина») — Министр Украины по делам семьи, молодежи и спорта (4 августа 2006 г., № 88-V — 29 ноября 2006 г., № 388-V)
  - Член кабинетов Юлии Тимошенко и Юрия Еханурова (на той же должности). Ранее — народный депутат по списку блока «Наша Украина». Родился 20 марта 1975 года.
- Роман Зварич (Народный Союз «Наша Украина») — Министр юстиции Украины (4 августа 2006 г., № 88-V — 1 ноября 2006 г., № 293-V)
  - Член кабинета Юлии Тимошенко (на той же должности).
    - Оставил пост в связи с переходом НСНУ в оппозицию правительству.
- Юрий Бойко (Партия регионов) — Министр топлива и энергетики Украины (4 августа 2006 г., № 88-V — 18 декабря 2007 г., № 9-VI)
  - Январь 2002 — март 2005 — глава правления Национальной акционерной компании «Нафтогаз Украины». Одновременно сначала заместитель госсекретаря, а с июля 2003 года 1-й замминистра Министерства топлива и энергетики. Родился 9 октября 1958 года.
- Иван Ткаленко (Партия регионов) — Министр Украины по связям с Верховной Радой Украины и другими органами государственной власти Украины (4 августа 2006 г., № 88-V — 18 декабря 2007 г., № 9-VI)
  - Занимал должность министра по связям с Верховной Радой в правительстве Виктора Януковича с апреля 2003 года по февраль 2005. В 1998 году был избран народным депутатом. Был членом фракций НДП, «Возрождение регионов», «Регионы Украины», первым заместителем председателя парламентского комитета по социальной политике и труду. Родился 17 апреля 1955 года.
- Юрий Богуцкий (Партия регионов) — Министр культуры и туризма Украины (1 ноября 2006 г., № 294-V — 18 декабря 2007 г., № 9-VI)
  - Назначен в связи с отставкой Игоря Лихового. Ранее занимал эту должность в правительстве Валерия Пустовойтенко в 1999—2000 годы и правительствах Анатолия Кинаха и Виктора Януковича в 2001—2004 годы. Находясь на этой должности, в частности, в качестве «жеста доброй воли» содействовал передаче Германии архива музыкальных рукописей сыновей Иоганна Себастьяна Баха и итальянских композиторов, вывезенного на Украину после окончания Великой Отечественной войны.
- Лавринович Александр Владимирович (Партия регионов) — Министр юстиции Украины (1 ноября 2006 г., № 295-V — 18 декабря 2007 г., № 9-VI)
  - Назначен в связи с отставкой Романа Зварича. Ранее уже возглавлял Минюст с мая 2002 года по февраль 2004 года в правительстве Виктора Януковича. В 2000—2002 годы возглавлял временную следственную комиссию Верховной рады по расследованию дела об исчезновении журналиста Георгия Гонгадзе. В мае 2002 года, через неделю после назначения министром юстиции, заявил о необходимости прекратить работу комиссии по делу Гонгадзе.
- Виктор Корж — Министр Украины по делам семьи, молодежи и спорта (1 декабря 2006 г., № 410-V — 18 декабря 2007 г., № 9-VI)
- Василий Цушко — Министр внутренних дел Украины (1 декабря 2006 г., № 412-V — 18 декабря 2007 г., № 9-VI)
- Нестор Шуфрич — Министр Украины по вопросам чрезвычайных ситуаций и по делам защиты населения от последствий Чернобыльской катастрофы (12 декабря 2006 г., № 429-V — 18 декабря 2007 г., № 9-VI)
- Владимир Радченко — Вице-премьер-министр Украины (12 января 2007 г., № 597-V — 25 мая 2007 г., № 1090-V)
- Виктор Слаута — Вице-премьер-министр Украины (8 февраля 2007 г., № 647-V — 18 декабря 2007 г., № 9-VI)
- Арсений Яценюк — Министр иностранных дел Украины (21 марта 2007 г., № 792-V — 18 декабря 2007 г., № 9-VI)
- Анатолий Кинах — Министр экономики Украины (21 марта 2007 г., № 794-V — 18 декабря 2007 г., № 9-VI)
- Владимир Яцуба — Министр регионального развития и строительства Украины (21 марта 2007 г., № 795-V — 18 декабря 2007 г., № 9-VI)
- Александр Попов — Министр по вопросам жилищно-коммунального хозяйства Украины (21 марта 2007 г., № 796-V — 18 декабря 2007 г., № 9-VI)
- Юрий Гайдаев — Министр здравоохранения Украины (23 марта 2007 г., № 832-V — 18 декабря 2007 г., № 9-VI)
- Александр Кузьмук — Вице-премьер-министр Украины (25 мая 2007 г., № 1091-V — 18 декабря 2007 г., № 9-VI)

В соответствии со статьёй 115 Конституции Украины (в редакции Закона Украины от 8 декабря 2004 г. № 2222-IV, вступившего в силу с 1 января 2006 г.) Кабинет Министров Украины сложил полномочия перед вновь избранной Верховной Радой Украины VI созыва на её первом заседании 23 ноября 2007 г. и продолжил исполнять свои полномочия до начала работы вновь сформированного Кабинета Министров Украины.

## Изменения
- 15 сентября 2006 министр по вопросам чрезвычайных ситуаций и по делам защиты населения от последствий Чернобыльской катастрофы Виктор Балога оставил пост в связи с назначением руководителем Секретариата президента Украины.
- 5 октября 2006 лидер фракции «Наша Украина» Роман Безсмертный заявил о переходе блока партий «Наша Украина» в оппозицию правительству и призвал своих министров подать в отставку. 17 октября 2006 «Наша Украина» официально ушла в оппозицию. 19 октября 2006 подали в отставку 4 из 6 министров от «Нашей Украины» — министры юстиции (Роман Зварыч), здравоохранения (Юрий Поляченко), по делам семьи, молодёжи и спорта (Юрий Павленко), культуры и туризма (Игорь Лиховой). 1 ноября Верховная рада приняла отставку министров юстиции и культуры и туризма. 29 ноября Верховная рада приняла отставку министра по делам семьи и молодёжи.
- 1 декабря 2006 Верховная рада по инициативе премьера отправила в отставку руководителя МВД Юрия Луценко и руководителя МИД Бориса Тарасюка, но президент, который по конституции предлагает кандидатуру главы МИД, не признал это решение законным. Дело дошло до того, что 20 декабря группа депутатов парламента от Партии регионов Украины силой не допустила Тарасюка на заседание кабинета министров.
- 12 декабря 2006 министром по чрезвычайным ситуациям (эта должность была вакантна с 15 сентября) был назначен представитель «антиоранжевой группы», скандально известный представитель СДПУ (о) Нестор Шуфрич, до этого занимавший посты депутата Верховного Совета Автономной республики Крым (2006), а также народного депутата Украины от мажоритарных округов вначале Закарпатской (1998), а затем Черкасской областей (2002).
- 22 марта 2007 правительство предложило Верховной раде уволить Юрия Поляченко с поста министра здравоохранения и назначить министром здравоохранения Юрия Гайдаева, который с 19 декабря 2005 года занимал пост заместителя министра здравоохранения. Юрий Поляченко занимал пост министра здравоохранения с октября 2005 года, 4 августа 2006 был повторно назначен на эту должность, после перехода «Нашей Украины» в оппозицию подавал заявление об отставке, однако отозвал его и продолжил работу в правительстве.

## Новые назначения
12 января 2007 Верховная рада утвердила Владимира Радченко на должность пятого вице-премьера, которому поручено курировать работу силовых структур.
Генерал армии Украины Владимир Радченко в 1972 окончил высшие курсы КГБ при Совете министров СССР. С июля 1994 по июль 1995 возглавлял Министерство внутренних дел Украины. С июля 1995 по апрель 1998 — председатель СБУ. С апреля 1998 по февраль 2001 — первый заместитель секретаря Совета национальной безопасности и обороны Украины. В феврале 2001 вновь назначен председателем СБУ. С сентября 2003 по январь 2005 — секретарь СНБО. С августа 2006 — советник главы СБУ и одновременно советник премьер-министра.

## Украина и НАТО
11 августа 2006 пресс-служба украинского правительства Украины сообщила, что Украина откладывает принятие «плана действий по членству в НАТО». По мнению правительства, этому должно предшествовать повышение уровня информированности населения о НАТО и выяснение, готова ли страна к осуществлению ежегодных целевых планов Украина-НАТО. «Мы уверены, что окончательный ответ на диалог, который будет длиться на протяжении следующих нескольких лет в украинском обществе, о вступлении Украины в НАТО, даст всеукраинский референдум по этому вопросу»,- отметил Виктор Янукович.
14 и 21 сентября 2006 Виктор Янукович посетил с рабочим визитом Брюссель, где сделал программные заявления о неготовности Украины к вступлению в НАТО и о намерении «стремиться к вступлению в Евросоюз». Как он заявил, новое украинское правительство «намерено расширять сотрудничество с НАТО», не беря на себя никаких обязательств в рамках реализации так называемого «Плана действий относительно членства в НАТО». Янукович аргументировал это тем, что вступление в НАТО имеет поддержку лишь у небольшой части украинского общества. Вместе с тем он подчеркнул важность дальнейшего углубления сотрудничества с альянсом.
Министр обороны Анатолий Гриценко назвал позицию Януковича «неоправданной, нелогичной и ошибочной». Гриценко подчеркнул, что Министерство обороны будет выполнять План действий относительно членства в НАТО независимо от заявлений Януковича: «Я буду и далее оставаться на этой должности и работать над Планом действий… Как член СНБО (Совет национальной безопасности и обороны), я намерен инициировать перед президентом рассмотрение вопроса о сотрудничестве с НАТО».
Анатолия Гриценко поддержал глава МИД Борис Тарасюк, а затем и сам Виктор Ющенко назвал позицию Януковича «ошибочной и не отвечающей национальным интересам государства».

## Украина и Россия
21 сентября 2006 Янукович посетил Москву, где вне официального графика был принят президентом Владимиром Путиным. Правительства Украины и России договорились начать работу межгосударственной комиссии по сотрудничеству и подписали соглашения о сохранении для Украины до конца 2006 года цены на российский газ на уровне $95 за 1000 м³, установленной в результате газового кризиса января 2006 г.
Виктор Янукович во время визита в Москву в начале декабря 2006 года также заявил, что Киев заинтересован в участии в ЕЭП.